# Evolutionär medicin
Evolutionär medicin eller darwinistisk medicin är tillämpning av moderna evolutionsteori för att förstå hälsa och sjukdomar. Den ger en kompletterande vetenskaplig aspekt till de nuvarande mekaniska förklaringarna som dominerar den medicinska vetenskapen, speciellt utbildningen i medicin.
Den här artikeln är helt eller delvis baserad på material från engelskspråkiga Wikipedia, Evolutionary medicine, 28 februari 2009.